# 联合国安全理事会第26号决议
联合国安理会26号决议是于1947年6月4日在联合国安全理事会第138次会议上一致通过的。
决议决定国际法院的法官需要由安理会进行选举产生，需获得安理会的绝对多数赞成票方可以当选。